# 身外化身
《身外化身》是科幻小說作家倪匡的作品之一，衛斯理系列編號126。該作品於2001年11月完成，並於2002年11月20日出版。本書名為身外化身，意思就是有許多自己的複製人，好像本身外有其他的分身。
其中本書的自序只有四個字:無話可說，真的是無話可說嗎?還是太多要說了卻無法說明白，才因此無話可說?

## 故事大綱

### 意料不到的來客；可惜之極
在另類複製、乾坤挪移中，杜良的研究不斷的被衛斯理所騷擾，但是此時杜良卻來請求衛斯理的協助。
原來杜良在乾坤挪移中的知識轉移並不是很成功，導因於姚教授的姪子、姚董事長的兒子是個腦部缺陷的白痴，所以知識只保留了7天就消失了。所以杜良需要勒曼醫院裡的複製人，腦部發育完全，而又沒有任何的知識會衝突。
但是在另類複製中，提到了杜良因為討厭外星人因此離開勒曼醫院，為了取得勒曼醫院的複製人，只有向和勒曼醫院關係良好的衛斯理求助。
衛斯理向勒曼醫院提出讓杜良使用複製人的請求，並且告訴勒曼醫院杜良的成就。勒曼醫院歡迎杜良回歸，但是當衛斯理告訴杜良這消息時，杜良卻因為自己的研究成果曝光給外星人而感到憤怒。此時白素告訴杜良她的女兒紅綾早已接收過知識轉移，甚至比杜良的更加成功，杜良受到極大的打擊而離去。

### 中選
勒曼醫院中衛斯理的好朋友亮聲，告訴衛斯理杜良已經回歸的消息。並且杜良和勒曼醫院達成極不對等的關係-勒曼醫院無權過問杜良的研究成果，但卻要提供杜良一切的研究協助。衛斯理替勒曼醫院抱不平，但是亮聲卻引用孟子裡面的篇章-「叟，不遠千里而來...」來表示他們對杜良非常單純的歡迎。
大約二十天之後，亮聲來找衛斯理，向衛斯理表示杜良選出的複製人，是勒曼醫院偷偷為衛斯理準備的，而且經過了三天的篩選，從七百多個複製人之中選擇，衛斯理的複製人最符合杜良研究的後備。

### 不是人話
亮聲假裝是他為了衛斯理的複製人使用，來詢問衛斯理的意見。搬出勒曼醫院答應杜良不過問的條件，來誘使衛斯理到勒曼醫院去找杜良。
衛斯理的管家老蔡指出亮聲不懷好意。

### 受騙
到了勒曼醫院，杜良拒絕衛斯理更換複製人的請求。衛斯理和白素根據亮聲和杜良的對話反應，猜測他們心中有鬼，因此假意離去。此時杜良和亮聲卻極力要求衛斯理和白素留下來，並說明衛斯理的複製人可以接受任何知識轉移。衛斯理警覺到亮聲來告訴他杜良將使用他的複製人，是一種手段。真正的目的是要衛斯理來到勒曼醫院，但真正的原因衛斯理還尚未明白。
衛斯理也問出在乾坤挪移中，杜良是在姚教授尚有生命時將他的頭切下來。

### 認錯
杜良指出，在乾坤挪移中，把姚教授的頭切下來，運用機器延續姚教授的生命。同時也指出，必須要姚教授完全出於自願，知識轉移才能成功。
但是當杜良為姚教授姪子的知識只保留七天而惋惜，衛斯理上前輕拍肩頭表示安慰的時候，杜良卻如同被攻擊般，像衛斯理進行攻擊。雖然並沒有使衛斯理受傷，卻曝露出杜良的陰謀。
原來衛斯理早就知道杜良奸計的真正大概内容，假裝答应了杜良只是為了深入其計畫，最終計畫的核心是要騙衛斯理向複製人下達指令：接受转移给你的知识。而衛对复制人下达的指令却是：绝对千万不要接受转移给你的任何知识。導致整個奸計崩潰，其實衛斯理覺得這計畫幼稚又可笑，一個簡單的騙術就摧毀這計畫，要是去除外星人與科技的成分，這次事件可以簡化為一個街頭騙術被另一個街頭騙術給破解的故事。

## 相關人物
- 衛斯理
- 白素
- 杜良
- 亮聲
- 老蔡